# Cantorchilus
Cantorchilus är ett fågelsläkte i familjen gärdsmygar inom ordningen tättingar med vanligen tolv arter som förekommer från södra Mexiko till sydvästra Brasilien:
- Strimbröstad gärdsmyg (C. thoracicus)
- Strimstrupig gärdsmyg (C. leucopogon)
- Kanelgärdsmyg (C. modestus)
- Arundinariagärdsmyg (C. zeledoni)
- Panamagärdsmyg (C. elutus)
- Flodgärdsmyg (C. semibadius)
- Kastanjegärdsmyg (C. nigricapillus)
- Vitbrynad gärdsmyg (C. superciliaris)
- Beigebröstad gärdsmyg (C. leucotis)
- Långnäbbad gärdsmyg (C. longirostris)
- Guarayosgärdsmyg (C. guarayanus)
- Grå gärdsmyg (C. griseus)